# Honor Funk
Honor Funk (* 27. Juni 1930 in Börrat; † 18. März 2022) war ein deutscher Politiker der CDU.

## Biografie
Funk war von Beruf Landwirt und Diplomagraringenieur (FH). Von 1962 bis 1989 war er Gemeinderat in Gutenzell-Hürbel und von 1969 bis 1994 Kreistagsabgeordneter des Landkreises Biberach. Am 16. Oktober 1981 rückte er für den verstorbenen Abgeordneten Albert Burger in den Deutschen Bundestag nach. Die Wiederwahl 1983 misslang, jedoch konnte Funk am 14. Oktober 1985 erneut in den Bundestag nachrücken, diesmal für den verstorbenen Abgeordneten Haimo George. Die Wiederwahl 1987 misslang erneut und Funk rückte am 20. Mai 1988 für den ausgeschiedenen Abgeordneten Karl Miltner zum dritten Mal in den Bundestag nach. Nach seiner Wahl ins Europaparlament schied Funk am 24. August 1989 selbst vorzeitig aus dem Bundestag aus und war danach von 1989 bis 1999 Mitglied des Europäischen Parlaments. 2000 wurde Honor Funk die Verdienstmedaille des Landes Baden-Württemberg verliehen.

## Ehrungen
- 1985: Verdienstkreuz am Bande der Bundesrepublik Deutschland
- 1997: Verdienstkreuz 1. Klasse der Bundesrepublik Deutschland
- 2013: Konrad-Adenauer-Medaille